# Вилянуева де Тапия
Вилянуева де Тапия (на испански: Villanueva de Tapia) е населено място и община в Испания. Намира се в провинция Малага, в състава на автономната област Андалусия. Общината влиза в състава на района (комарка) Антекера. Заема площ от 17 km². Населението му е 1675 души (по преброяване от 2010 г.). Разстоянието до административния център на провинцията е 67 km.